# Повість про український народ

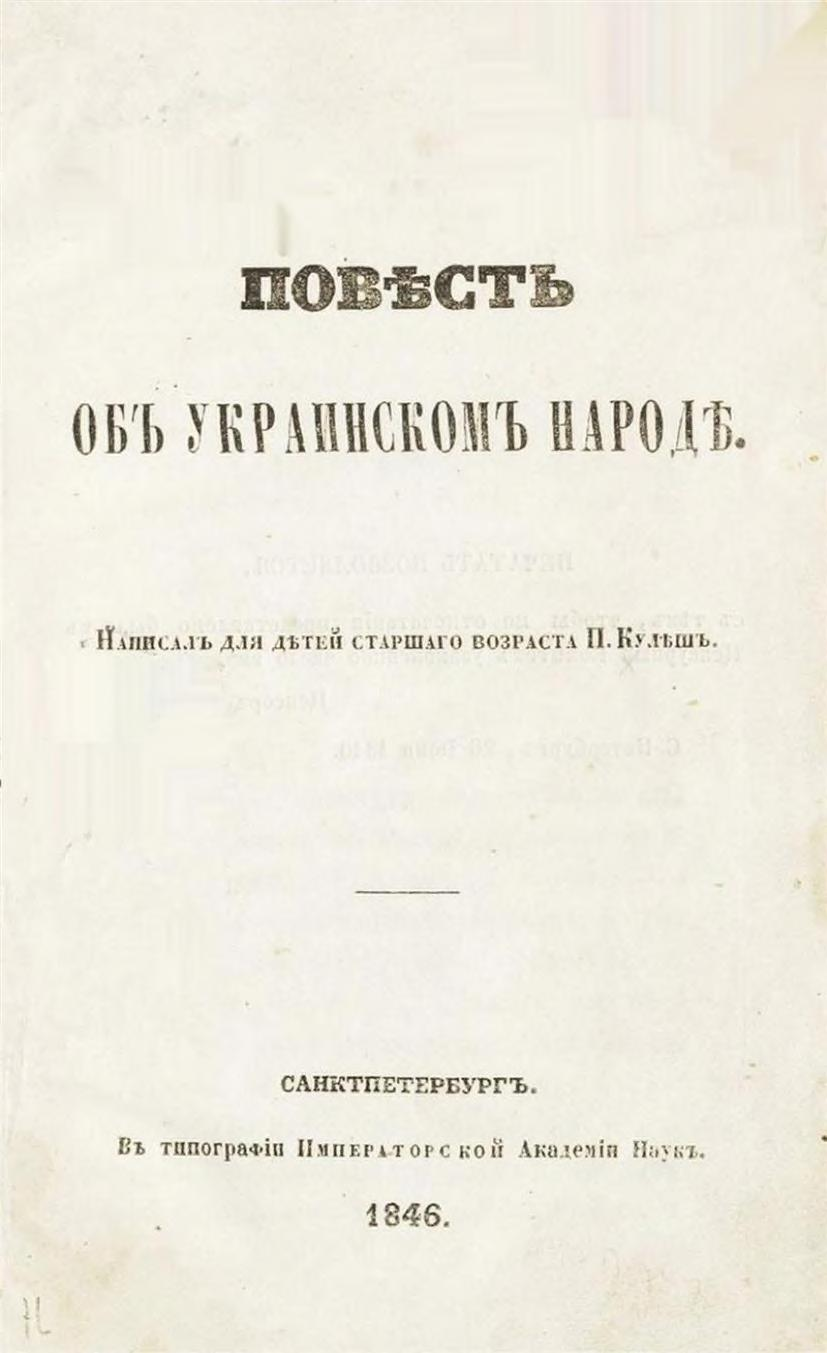
Повість про український народ

Повість про український народ — історичний твір, написаний Пантелеймоном Кулішем в 1846 році, є визначною пам'яткою української історичної літератури середини 19 століття. У ньому стисло й доступно викладено історію України від початків козацтва до XIX сторіччя. Особливістю твору є виразна та послідовна національно-патріотична позиція автора, цікавий погляд на головні події нашої минувшини. Твір вивчало та розповсюджувало Кирило-Мефодіївське братство.

## Видання
- Пантелеймон Кулиш. «Повесть об украинском народе» (рос.) (СПб, 1846) (переглянути оригінал російською)
  - (переклад укр) «Повість про український народ». Моє життя (Жизнь Куліша). Хутірська філософія і віддалена од світу поезія. Упорядкування, передмова, переклад, примітки: Олександер Шокало. Київ: «Український Світ», 2005[1]
  - (переклад укр та оригінал рос) «Повість про український народ». Українською переклала Ярослава Прихода. Львів: Літопис, 2006. 226 стор. ISBN 966-7007-50-7 (переглянути український переклад)
  - (переклад укр та оригінал рос) «Повість про український народ». Українською переклала Ярослава Прихода. Тернопіль: Терно-граф, 2016. 226 стор. ISBN 978-966-457-301-3